# Сабармати
Сабармати (енгл. Sabarmati) је река која протиче кроз Индију. Дуга је 416 km. Улива се у Камбејски залив. 